# Istituto Chico Mendes per la conservazione della biodiversità

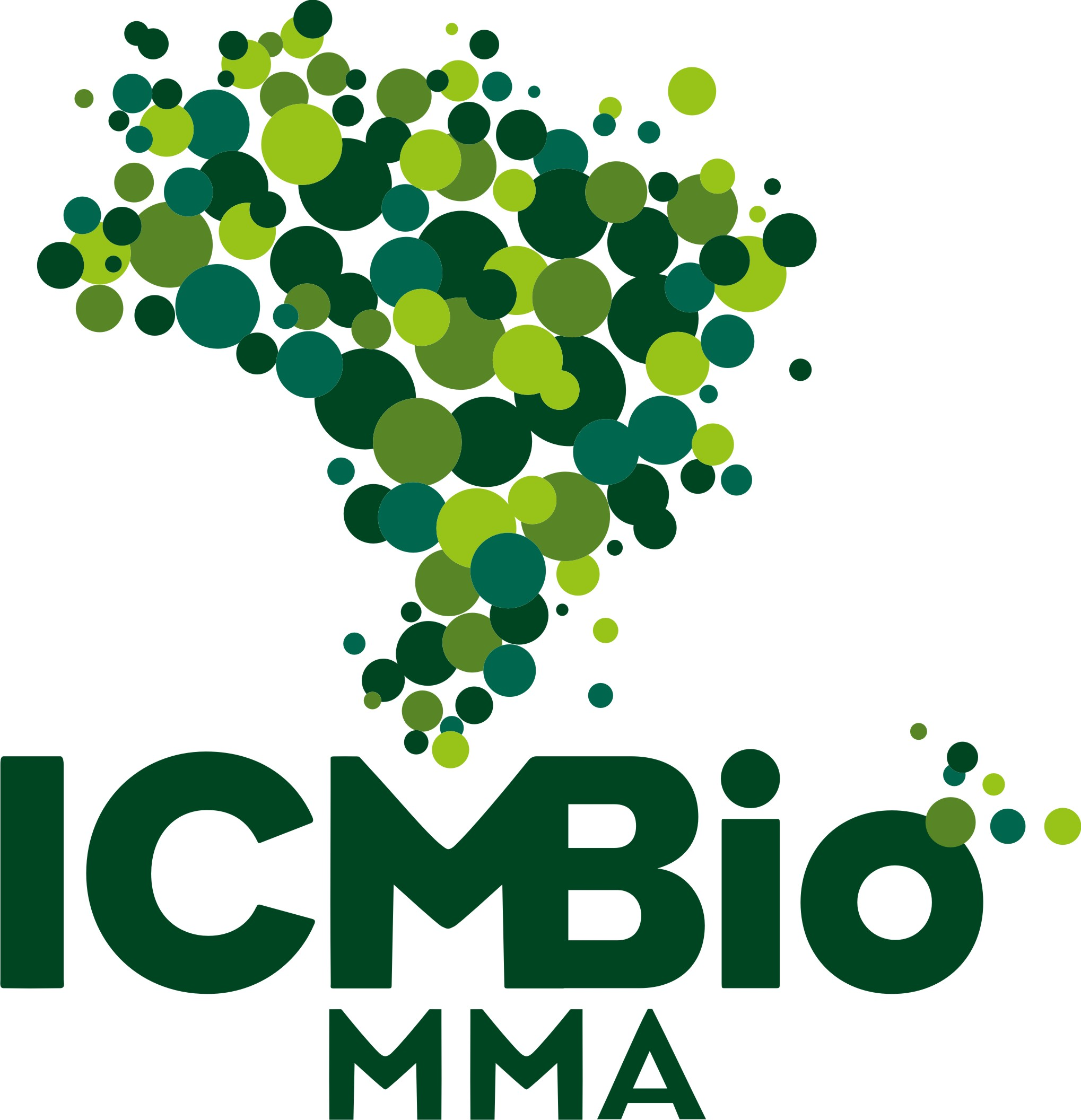
Il logo dell'ICMBio

L'Istituto Chico Mendes per la conservazione della biodiversità (ICMBio) è un'istituzione creata nel 2007 dal Ministero dell'Ambiente del governo brasiliano del presidente Luiz Inácio Lula da Silva, per gestire oltre trecento aree naturali protette brasiliane.
L'istituto è dedicato alla memoria di Chico Mendes (1944–1988), il seringueiro brasiliano, sindacalista e paladino della biodiversità amazonica.